# Serrulacera serraticornella
Serrulacera serraticornella är en fjärilsart som beskrevs av Philipp Christoph Zeller 1839. Serrulacera serraticornella ingår i släktet Serrulacera och familjen mott. Inga underarter finns listade i Catalogue of Life.